# Molophilus (Molophilus) multispicatus
Molophilus (Molophilus) multispicatus is een tweevleugelige uit de familie steltmuggen (Limoniidae). De soort komt voor in het Australaziatisch gebied.